# Liste von Literaturverfilmungen nach Autor (Norwegen)
Die Liste von Literaturverfilmungen nach Autor (Norwegen) bietet einen Überblick über Filmproduktionen und Fernsehserien, die auf literarischen Vorlagen norwegischer Autoren basieren.
| Autor                    | Titel                            | Produktionsland                              | Jahr | Regisseur                |
| ------------------------ | -------------------------------- | -------------------------------------------- | ---- | ------------------------ |
| Ingvar Ambjørnsen        | Elling                           | Norwegen                                     | 2001 | Petter Næss              |
| Peter Bendow             | Die Frau im Talar                | Deutschland / Norwegen                       | 1929 | Adolf Trotz              |
| Oluf Vilhelm Falck-Ytter | Gestrandet                       | Norwegen                                     | 1990 | Nils Gaup                |
| Jostein Gaarder          | Das Orangenmädchen               | Norwegen                                     | 2009 | Eva Dahr                 |
| Jostein Gaarder          | Sofies Welt                      | Norwegen                                     | 1999 | Erik Gustavson           |
| Trygve Gulbranssen       | Das Erbe von Björndal            | Österreich                                   | 1960 | Gustav Ucicky            |
| Trygve Gulbranssen       | Und ewig singen die Wälder       | Österreich                                   | 1959 | Paul May                 |
| Knut Hamsun              | Hunger                           | Dänemark / Norwegen / Schweden               | 1966 | Henning Carlsen          |
| Knut Hamsun              | Das letzte Kapitel               | BR Deutschland                               | 1961 | Wolfgang Liebeneiner     |
| Knut Hamsun              | Segen der Erde                   | Norwegen                                     | 1921 | Gunnar Sommerfeldt       |
| Knut Hamsun              | Victoria                         | Schweden / BR Deutschland                    | 1979 | Bo Widerberg             |
| Knut Hamsun              | Viktoria                         | Deutsches Reich                              | 1935 | Carl Hoffmann            |
| Henrik Ibsen             | Ein Feind des Volkes             | Vereinigte Staaten                           | 1978 | George Schaefer          |
| Henrik Ibsen             | Ganashatru                       | Indien                                       | 1989 | Satyajit Ray             |
| Henrik Ibsen             | Gespenster                       | Österreich                                   | 1918 | Otto Kreisler            |
| Henrik Ibsen             | Hedda                            | Deutschland                                  | 2016 | Andreas Kleinert         |
| Henrik Ibsen             | Hedda Gabler                     | Deutschland                                  | 1925 | Franz Eckstein           |
| Henrik Ibsen             | Hedda Gabler                     | BR Deutschland                               | 1963 | Paul Hoffmann            |
| Henrik Ibsen             | Hedda Gabler                     | Deutsche Demokratische Republik              | 1980 | Thomas Langhoff          |
| Henrik Ibsen             | Das Meer ruft                    | Deutschland                                  | 1933 | Hans Hinrich             |
| Henrik Ibsen             | Nora                             | Deutschland                                  | 1923 | Berthold Viertel         |
| Henrik Ibsen             | Nora                             | Deutsches Reich                              | 1944 | Harald Braun             |
| Henrik Ibsen             | Nora                             | Vereinigtes Königreich / Frankreich          | 1973 | Joseph Losey             |
| Henrik Ibsen             | Peer Gynt                        | Deutsches Reich                              | 1918 | Victor Barnowsky         |
| Henrik Ibsen             | Peer Gynt                        | Deutsches Reich                              | 1934 | Fritz Wendhausen         |
| Henrik Ibsen             | Peer Gynt                        | Deutschland                                  | 2006 | Uwe Janson               |
| Henrik Ibsen             | Solness                          | Deutschland                                  | 2015 | Michael Klette           |
| Henrik Ibsen             | Stützen der Gesellschaft         | Deutsches Reich                              | 1935 | Detlef Sierck            |
| Henrik Ibsen             | Terje Vigen                      | Schweden                                     | 1917 | Victor Sjöström          |
| Henrik Ibsen             | Ein Volksfeind                   | Deutsches Reich                              | 1937 | Hans Steinhoff           |
| Henrik Ibsen             | Die Wildente                     | Deutsche Demokratische Republik              | 1975 | Karin Hercher            |
| Henrik Ibsen             | Die Wildente                     | BR Deutschland / Österreich                  | 1976 | Hans W. Geißendörfer     |
| Jo Nesbø                 | Doktor Proktors Pupspulver       | Norwegen / Deutschland                       | 2014 | Arild Fröhlich           |
| Jo Nesbø                 | Headhunters                      | Norwegen / Dänemark / Deutschland            | 2011 | Morten Tyldum            |
| Jo Nesbø                 | Schneemann                       | Vereinigtes Königreich                       | 2017 | Tomas Alfredson          |
| Olaug Nilssen            | Mach’ mich an, verdammt nochmal! | Norwegen                                     | 2011 | Jannicke Systad Jacobsen |
| Alf Prøysen              | Frau Pfeffertopf                 | Japan                                        | 1983 |                          |
| Lars Ramslie             | Fatso – Und wovon träumst du?    | Norwegen                                     | 2008 | Arild Fröhlich           |
| Herbjørg Wassmo          | Dina – Meine Geschichte          | Norwegen / Dänemark / Schweden / Deutschland | 2002 | Ole Bornedal             |